# Воєнінженер 3 рангу
Воєнінженер 3 рангу (від «воєнний» та лат. ingenium — «здібність», «винахідливість») — військове звання старшого офіцерського інженерного складу в Червоної армії СРСР з 1935 року по 1940/43 роки (поступово скасовувалося в різних родах військ та службах).
Еквівалентом звання було: у сухопутних силах звання капітан, у ВМС капітан-лейтенант.
Воєнінженер 3 рангу був вище за рангом ніж воєнтехнік 1 рангу і нижче за рангом ніж воєнінженер 2 рангу.

## Історія використання

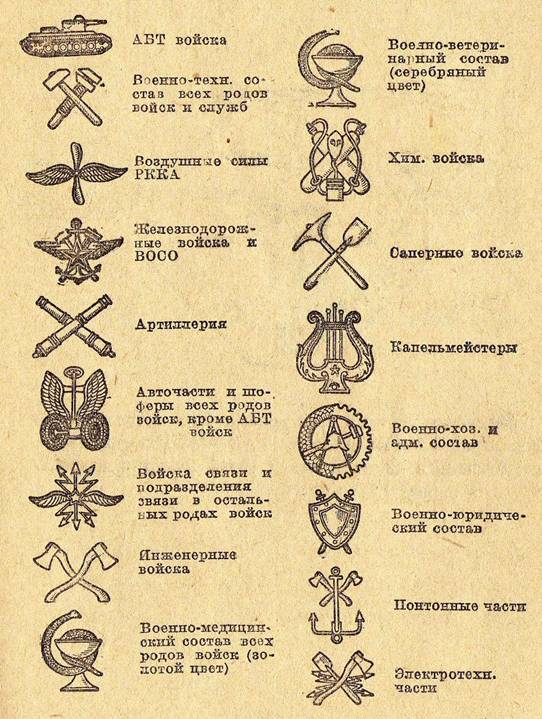
Додаток 1 Статуту внутрішньої служби РСЧА 1937 року («УВС-37») «Малюнки петличні знаків-емблем»

### 1935—1940
22 вересня 1935 року, при введенні персональних військових звань, для начальницького складу військово-технічного складу РСЧА та ВМС, були введені окремі звання, які відрізнялися від загальновійськових. Еквівалентом звань командного складу «капітан» (сухопутні сили), та «капітан-лейтенант», було звання військово-технічного складу «воєнінженер 3 рангу».

### 1940
Указами Президії Верховної Ради СРСР від 7 травня 1940 «Про встановлення військових звань вищого командного складу Червоної Армії» (рос. «Об установлении воинских званий высшего командного состава Красной Армии») та «Про встановлення військових звань вищого командного складу Військово-Морського Флоту» (рос. «Об установлении воинских званий высшего командного состава Военно-Морского Флота») вводилися генеральські та адміральські звання для вищого командного склада. Крім того цими указами встановлювалися нові звання для інженерів корабельної служби, дорівняні до звань командного складу. Еквівалентом звання «воєнінженер 3 рангу» серед корабельного інженерного складу стає звання «інженер-капітан-лейтенант».

### 1942—1943
У 1942/43 роках відбувається уніфікація військових звань різних складів та служб РСЧА та РСЧФ.
З 1942 року звання «воєнінженер 3 рангу» згідно з постановами ДКО СРСР поступово замінюється на звання «інженер-капітан»:
- від 22 січня 1942 № 1180сс «Питання військово-повітряних сил Червоної Армії» введене звання інженер- капітан інженерно-авіаційної служби;
- від 3 березня 1942 № 1381 «Про введення персональних військових звань інженерно-технічному складу артилерії Червоної Армії» і наказом військового комісаріату оборони СРСР № 68 від 4 березня 1942 введене звання інженер-капітан інженерно-артилерійської служби.
- від 7 березня 1942 № 1408 «Про введення персональних військових звань інженерно-технічному складу автобронетанкових військ Червоної армії» і наказом військового комісаріату оборони СРСР № 71 від 8 березня 1942 вводилися звання інженерно-технічного складу, зокрема інженер-капітан інженерно-танкової служби.
- від 4 квітня 1942 № 1528 «Про введення персональних військових звань інженерно-технічному складу ВПС ВМФ» і наказом НК ВМФ від 10 квітня 1942 ті самі звання вводились в ВМФ СРСР;
- у 17 червня 1942 введено звання інженер-капітан для військово-технічного складу берегової служби ВМФ.

Останнім звання воєнінженера 3 рангу було скасовано у військово-технічного складу технічних військ, що відбулося 4 лютого 1943.

## Знаки розрізнення

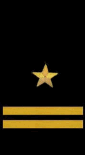
Воєнінженер 3 рангу

### Сухопутні сили та авіація РСЧА
Знаки розрізнення військово-технічного складу сухопутних і повітряних сил РСЧА, були червоні, їх носили на петлицях свого роду військ з відповідним особливим значком (емблемою).
Для звання воєнінженер 3 рангу був встановлений знак розрізнення один прямокутник («шпала») в петлиці, як у капітана, відрізняючись тільки окантовкою петлиць. Замість командирської золотистої окантовки була чорна (на чорних петлицях-червона чи синя), як у решти начальницького складу, а також у молодшого комскладу і червоноармійців.
Військовослужбовці військово-технічного складу РСЧА не мали на рукавах нашивок які були присутні у командного складу.

### ВМС
Командний склад ВМС, а також начальницький (військово-політичний, військово-технічний) склад який займав посади на кораблях, носили галуни жовтого (золотого) кольору. Інший начальницький склад (не командний) використовував галуни білого (сряблястого) кольору. Над галунними стрічками розташовувалася галуна п'ятипроменева зірка (відповідно срібляста чи золотиста).
Воєнінженери 3 рангу мали по два середніх галуни на рукавах, як капітан-лейтенанти.